# Minimum-Maximum-Thermometer
Ein Minimum-Maximum-Thermometer (auch Maximum-Minimum-, Minima-Maxima- oder Maxima-Minima-Thermometer) dient dazu, die in einem frei wählbaren Zeitraum auftretenden minimalen und maximalen Temperaturen zu erfassen und gleichzeitig die aktuelle Temperatur anzuzeigen.
Übliche Bauarten werden als Flüssigkeitsthermometer nach Six oder als Bimetallthermometer mit Schleppzeigern gebaut. Diese Bauarten sind rein passiv, sie benötigen keine Energiequelle. Eine andere Bauart stellen elektronische Thermometer mit Speichern für die Extremwerte dar. Außerdem werden für spezielle Anwendungen Minimumthermometer und Maximumthermometer eingesetzt, die nur jeweils eine Funktion eines Minimum-Maximum-Thermometers erfüllen.

## Flüssigkeitsthermometer
Die Erfindung dieses Thermometers wird je nach Quelle dem Briten James Six (1731–1793) zugeschrieben und auf das Jahr 1782 datiert oder es soll von Angelo Bellani (1776–1852) erfunden worden sein.

### Aufbau
Das Thermometer dieser Bauart besteht aus einem langen U-förmig gebogenen durchsichtigen Röhrchen (häufig eine Kapillare) mit einem geschlossenen Ende und einem offenen Ende. In das Röhrchen sind zwei sich miteinander nicht-mischende Flüssigkeiten mit bekannten Ausdehnungskoeffizienten und unterschiedlichem spezifischem Gewicht gefüllt.
Die spezifisch schwerere Flüssigkeit befindet sich im unteren Teil des U, die leichtere Flüssigkeit ist an beiden Seiten darüber geschichtet und füllt dabei das geschlossene Ende komplett aus.
An den Grenzflächen beider Flüssigkeiten sind nadelförmige Schwimmkörper (Schleppstifte) situiert, mit großem positivem Auftrieb in der unteren Flüssigkeit und negativem Auftrieb in der oberen Flüssigkeit. In der Praxis schwimmen diese Nadeln also komplett auf den Menisken der schwereren Flüssigkeit und werden dabei von der leichteren Flüssigkeit umspült. Die Nadeln sind paramagnetisch und werden von einem hinter der Skale befindlichen Magneten dicht an die Hinterwandung des Röhrchens angezogen, die Anziehung verhindert deren selbständige Sinkbewegung. Durch Drücken einer Taste kann der Magnet nach hinten gedrückt werden, das Magnetfeld wird schwächer und die Nadeln sinken auf die Menisken herunter, die die aktuelle Temperatur als Referenzbezug anzeigen und dann als Ausgangswert dienen. Bei korrekter Kalibrierung des Thermometers stehen die Menisken so, dass von ihnen auf beiden Skalen stets die aktuelle Temperatur angezeigt wird.
Bei einer Temperaturerhöhung dehnen sich die Flüssigkeiten aus. Durch die Volumenzunahme der leichteren Flüssigkeit im geschlossenen Ende wird die schwerere Flüssigkeit von einem Schenkel zum anderen verschoben, so dass sie in einem Schenkel fällt und im anderen steigt. Dementsprechend sind die Temperaturskalen umgekehrt angeordnet, so dass eine fallend und eine steigend beschriftet ist. Der in Bewegungsrichtung „vordere“ Meniskus schiebt den zugehörigen farbigen Schleppstift vor sich her, während der andere an seiner Position verbleibt. Sinkt dann die Temperatur (und auch der Meniskus), dann bleibt der Schleppstift aufgrund der Anziehung an seiner letzten Position hängen und wird von der leichteren Flüssigkeit umspült. Sein unteres Ende markiert so die Maximaltemperatur seit der Referenzierung.
Bei einer Temperaturverminderung verringern sich die Flussigkeitsvolumina und der zweite Meniskus schiebt nun den anderen Schwimmkörper vor sich her. Steigt danach die Temperatur (und dieser Meniskus sinkt wieder ab), dann bleibt dieser Schwimmkörper aufgrund der Anziehung an seiner letzten Position hängen und wird von der leichteren Flüssigkeit umspült. Sein unteres Ende markiert so die Minimaltemperatur seit der letzten Referenzierung.
Als schwere Flüssigkeit wurde früher häufig Quecksilber verwendet, bei neueren Thermometern wird ein ungefährlicherer Ersatzstoff eingesetzt. Am Quecksilber schwamm eine Eisennadel und darüber war eingefärbter Alkohol geschichtet.
Zum Start einer Beobachtung werden die Schleppstifte so bewegt, dass sie Kontakt mit dem Faden der schwereren Flüssigkeit haben (Referenzpunkte).
Konstruktionsbedingt kann später
- das Maximum nie niedriger sein, als die Starttemperatur und
- das Minimum nie höher als die Starttemperatur.

Bei Temperaturen zwischen diesen beiden Extremwerten werden die Schleppstifte nicht mehr verschoben. Die maximale und die minimale Temperatur des Beobachtungszeitraumes bleiben durch die Unterkanten der Schleppstifte erhalten und können so später notiert werden. Die aktuelle Temperatur kann bei den Menisken auf den Skalen abgelesen werden.
Um die Schleppstifte zurückzustellen, haben sich zwei Bauformen etabliert:
- Im oberen Bild wird ein Magnet mit ringförmigem Griff (3) über den Schleppstift (Glaspilz, 2) in Richtung des Quecksilberfadens gezogen, um jeden Schleppstift individuell auf die aktuelle Umgebungstemperatur zurückzusetzen.

Notfalls kann das Thermometer auch durch ausschütteln (wie beim klassischen Fieberthermometer) zurückgestellt werden.
- Im unteren Bild befindet sich in der Rückwand eine federnde Platte, auf der zwei magnetische Streifen aufgeklebt sind. Diese Streifen halten die Schleppstifte fest und liegen im Normalzustand hinter dem U-Rohr. Zum Zurückstellen des Thermometers wird diese Platte kurz nach hinten gedrückt, so dass die Schwerkraft die magnetische Anziehung überwiegt und die Schleppstifte sich unter ihrem Eigengewicht nach unten bewegen.

Wegen der Art der Rückstellung eignet sich diese Art von Minimum-Maximum-Thermometern nur für erschütterungsfreie Standorte.

### Funktion der einzelnen Komponenten
Die Bilder zeigen zwei im Wesentlichen ähnliche Minimum-Maximum-Thermometer herkömmlicher Bauart.
Besonderes Kennzeichen dieser Bauart ist die U-förmige Kapillare (U-Rohr) auf einem Träger aus Kunststoff, auf dem die Skalen aufgedruckt sind. Das U-Rohr wird beim Zusammenbau mit Kleber justiert und das Thermometer so kalibriert.
Im Wesentlichen besteht das Thermometer aus folgenden Komponenten:
- Ein Ausdehnungsgefäß (B) für die Messflüssigkeit, welches im Bild klar erscheint, aber auch gefärbt sein kann.
- Ein Ausgleichsgefäß (A) um das mit der Temperatur schwankende Flüssigkeitsvolumen im U-Rohr aufzunehmen.
- Der Quecksilberfaden (Hg) zeigt die aktuelle Temperatur. Die Ausdehnung des Quecksilberfadens hat für die Temperaturmessung keine Bedeutung.
- Die Teilung der Skalen hängt von den Messflüssigkeiten ab. Wenn deren Volumenzunahme nicht linear ist und weil auch die Ausdehnung des Quecksilberfadens berücksichtigt werden muss, unterscheiden sich die Abstände der Teilungsstriche auf jeder Skala.
- Bei einer Temperaturänderung umfließt die Messflüssigkeit beide Schleppstifte (2), bis der Quecksilberfaden in Kontakt mit einem der beiden Schleppstifte kommt und den Schleppstift verschiebt. Je nach Richtung der Temperaturänderung wird einer der beiden zum Maximum (siehe vergrößertes Bild) oder zum Minimum hin verschoben.
- Jeder Schleppstift (2) enthält einen metallischen Stift (dunkler Strich am oberen Ende des Schleppstiftes), so dass man ihn von außen mit einem Magneten beeinflussen kann.

Das Thermometer zeigt eine aktuelle Temperatur von 17–18 °C (oberes Bild, je nach Skale) bzw. 19 °C (unteres Bild) an, ein Minimum von 17 °C (oben) bzw. 6 °C (unten) und ein Maximum von 20 °C (oben) bzw. 29 °C (unten).
Minimax-Thermometer mit Quecksilber werden derzeit nach EU-Richtlinien nur noch für den gewerblichen Einsatz hergestellt. Im Handel sind inzwischen quecksilberfreie Modelle erhältlich.

## Bimetall-Thermometer

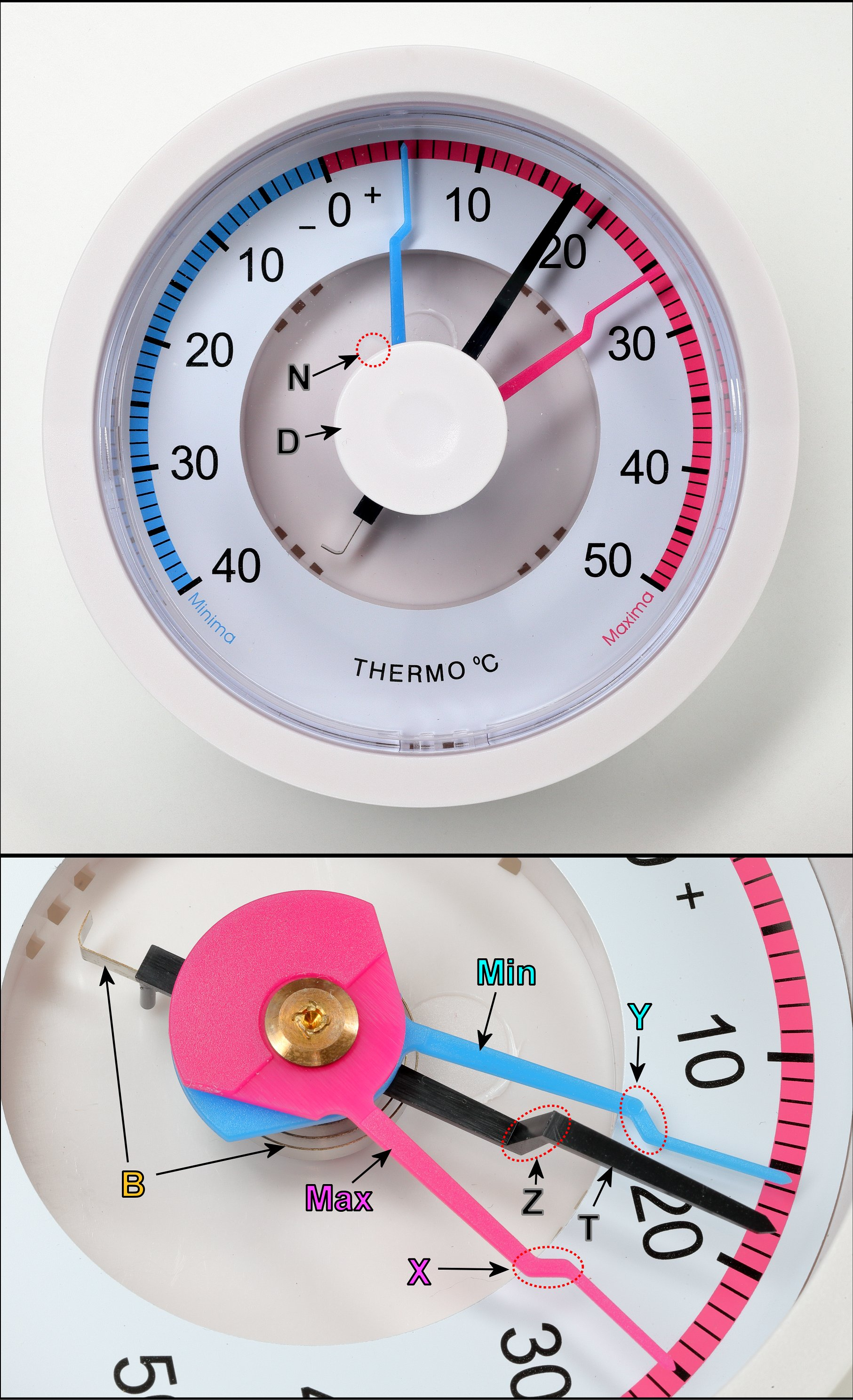
Minimax-Bimetall-Thermometer

Das Bimetallthermometer besitzt als Messmittel einen Bimetallstreifen (B), der die Form einer Spiralfeder mit rechteckigem Querschnitt aufgewickelt ist. Ein Ende von (B) ist am schwarzen Zeiger für die aktuelle Temperatur (T) befestigt, das andere Ende am Gehäuse.
Zur Anzeige der tiefsten Temperatur dient der blaue Zeiger (Min) und zur Anzeige der höchsten Temperatur der rote Zeiger (Max).
Wenn die Temperatur sinkt, nimmt der schwarze Zeiger (T) mit seiner Kröpfung (Z) den blauen Zeiger (Min) mit. Sobald die Temperatur wieder steigt, löst sich der Zeiger (T) und bewegt sich zu höheren Temperaturen in Richtung des roten Zeigers (Max). Der blaue Zeiger (Min) bleibt aufgrund seiner Lagerreibung auf der tiefsten Temperatur stehen, die der schwarze Zeiger (T) erreicht hat.
Sobald der schwarze Zeiger (T) den roten Zeiger (Max) erreicht, nimmt die Kröpfung (Z) den roten Zeiger mit, bis die Temperatur wieder fällt. Auch hier bleibt der rote Zeiger (Max) aufgrund der Lagerreibung stehen.
Die Kröpfungen (X) am roten und (Y) am blauen Zeiger sorgen für einen seitlichen Versatz der Zeigerspitzen, dadurch ist nach der Rückstellung sowohl die blaue Zeigerspitze, als auch die rote Zeigerspitze genau unter der schwarzen Zeigerspitze, obwohl die beiden Schenkel von (Min) und (Max) auf der anderen Seite der Kröpfungen neben, und nicht unter dem schwarzen Zeiger (T) liegen.
Die Rückstellung erfolgt mit dem Drehknopf (D). Dreht man (D) im Uhrzeigersinn, so kommt die Nase (N) mit dem blauen Zeiger in Kontakt und dreht ihn in Richtung des schwarzen Zeigers (T), bis die Spitze des blauen Zeigers (Min) unter der Spitze des schwarzen Zeigers liegt.
Dreht man (D) gegen den Uhrzeigersinn, nimmt (N) den roten Zeiger mit, bis die Spitze unter der des schwarzen Zeigers liegt.
Da der gewickelte Bimetallstreifen tatsächlich wie eine Feder wirkt, ist die Rückstellung nur bei sehr vorsichtiger Betätigung möglich. Will man den roten Zeiger (Max) zurückstellen, wird bei grober Betätigung der schwarze Zeiger aus seiner Position überdrückt und nimmt dabei den blauen Zeiger mit. Lässt man dann den Drehgriff (D) los, so schnellt der schwarze Zeiger zurück und drückt auch den roten Zeiger (Max) von sich weg. Die Rückstellung wäre damit gescheitert.
Das Bimetall-Thermometer benötigt ebenfalls einen erschütterungsfreien Platz zur Aufstellung.